# Apache Portable Runtime
Apache Portable Runtime (APR) — бібліотека, розроблена Apache Software Foundation і яка спочатку входила до складу вебсервера Apache, але потім виділена в незалежний проєкт.
Основна мета APR — створення крос-платформного шару для додатків. Робота з файловою системою, мережеве програмування, управління процесами/потоками, управління пам'яттю реалізовано на низькому рівні. Модулі Apache використовують APR і не звертаються безпосередньо до системних функцій, незалежно від використовуваної платформи.
Оскільки APR написана на C, вона має відповідний інтерфейс і позбавлена складних конструкцій, властивих подібних бібліотекам, написаним на C++.
APR має дві додаткові бібліотеки — APR-Utul і APR-Iconv. Перша містить різноманітну функціональність, яка не увійшла в основний модуль, а друга призначена для перетворення рядків у різні кодування.
Сам термін APR може мати два значення залежно від контексту. У вузькому сенсі це тільки базовий модуль, в широкому — набір з усіх трьох модулів.